# Bộ lặp

Bộ lặp viễn thông

Bộ lặp (tiếng Anh: repeater) là một thiết bị điện tử có hai cổng: cổng vào (IN) và cổng ra (OUT). Nó có chức năng bù suy hao tín hiệu bằng cách chuyển tiếp tất cả các tín hiệu điện đến từ cổng vào tới cổng ra sau khi đã khuếch đại. Bộ lặp được sử dụng, được tích hợp trong đa số các hệ thống viễn thông.
Ví dụ: Các LAN liên kết với nhau qua bộ lặp để trở thành một LAN lớn hơn. Tuy nhiên, bộ lặp chỉ có khả năng liên kết các LAN có cùng một chuẩn công nghệ.
Trong kỹ thuật viễn thông, bộ lặp làm việc ở tầng thứ nhất của mô hình OSI - tầng vật lý.